# Генеральный комиссариат по еврейским вопросам
Генеральный комиссариат по еврейским вопросам (фр. Commissariat général aux questions juives, CGQJ) — административный орган коллаборационистского правительства Виши, ответственный за реализацию политики режима по отношению к евреям во Франции.

## История и деятельность
Комиссариат был создан  29 марта 1941 года на основании закона, принятого 23 марта. Начал свою деятельность с передачи еврейской собственности под контроль нацистов. Впоследствии помогал немцам изолировать евреев и депортировать их в лагеря смерти.
Прекратил своё существование вместе с ликвидацией коллаборационистского правительства в 1944 году. Официально комиссариат был ликвидирован в августе 1944 года и его имущество перешло в  ведение Министерства финансов. Департамент реституции Министерства финансов с 1948 года занимался возвратом незаконно изъятого имущества пострадавшим.

## Руководители комиссариата

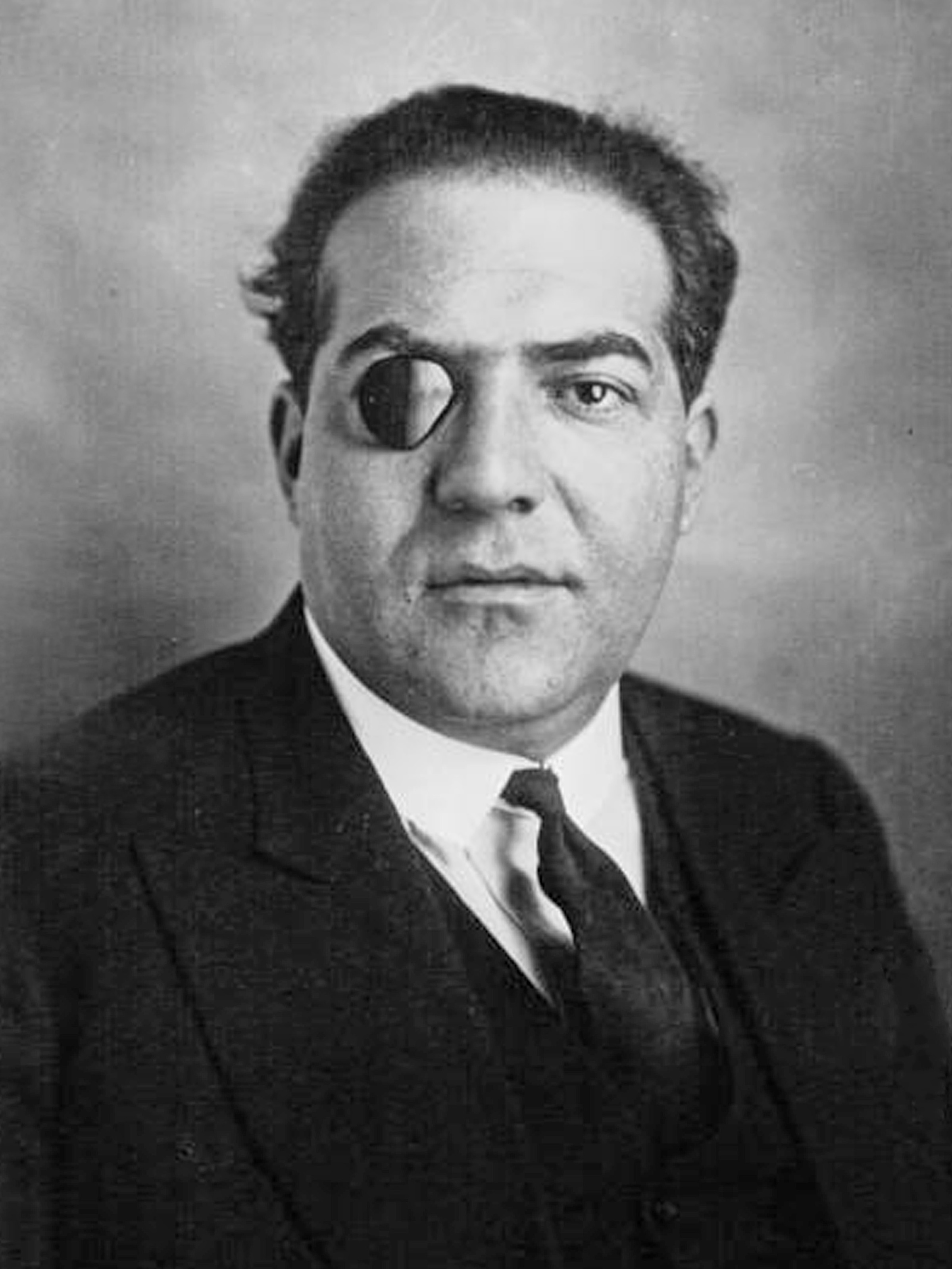
Первый руководитель комиссариата Ксавье Валл

- Ксавье Валла[англ.] — 29 марта 1941 — 5 мая 1942
- Луи Даркье де Пельпуа[англ.] — 6 мая 1942 — февраль 1944
- Шарль дю Пати де Клам[фр.] — февраль-июнь 1944
- Жозеф Антиньяк[фр.] — июнь-ноябрь 1944